# Анастасије II Антиохијски
Анастасије II Синаит (грч. Αναστασιος Β΄ Σιναιτης; око 550. - септембар 609.) - антиохијски патријарх у приоду од 599—609. године, поштован као светитељ међу светим мученицима у Цркви.

## Биографија
Надимак „Синаит“ указује да је Анастасије II, као и његов претходник Анастасије I, био монах синајског манастира и, могуће, био његов игуман. Године 599. ступио је на патријаршијски престо Антиохије.
Дописивао се са папом Гргуром I, о чему сведочи папина одговор на његову посланицу након његове хиротоније. Аутор је полемичких дела против Јудеја. Превео је на грчки језик трактат папе Гргура „О пастирству“, превод није сачуван. Анастасију се приписује и ауторство есеја „О провиђењу” који је потписао Анастасије Антиохијски.
609. године, током народних немира у Антиохији, које су организовали Јевреји према Теофану Исповеднику, Анастасије је убијен:
"Ове године су антиохијски Јевреји подигли устанак против хришћана, убили Анастасија Великог, патријарха александријског, ставили му делове у уста и, вукући га у сред града, побили са собом многе владаре и спалили их. њих и њихове куће".— Теофанова хронографија, година 600/601 (609)
Другу верзију догађаја описује православни писац Агапије из Манбија на арапском. По њему, патријарха Анастасија убили су 610. године Персијанци, који су заузели Антиохију током рата са Византијом.